# Ulomyia rostrata
Ulomyia rostrata és una espècie d'insecte dípter pertanyent a la família dels psicòdids que es troba a Europa: Romania.